# Dorfkirche Großderschau

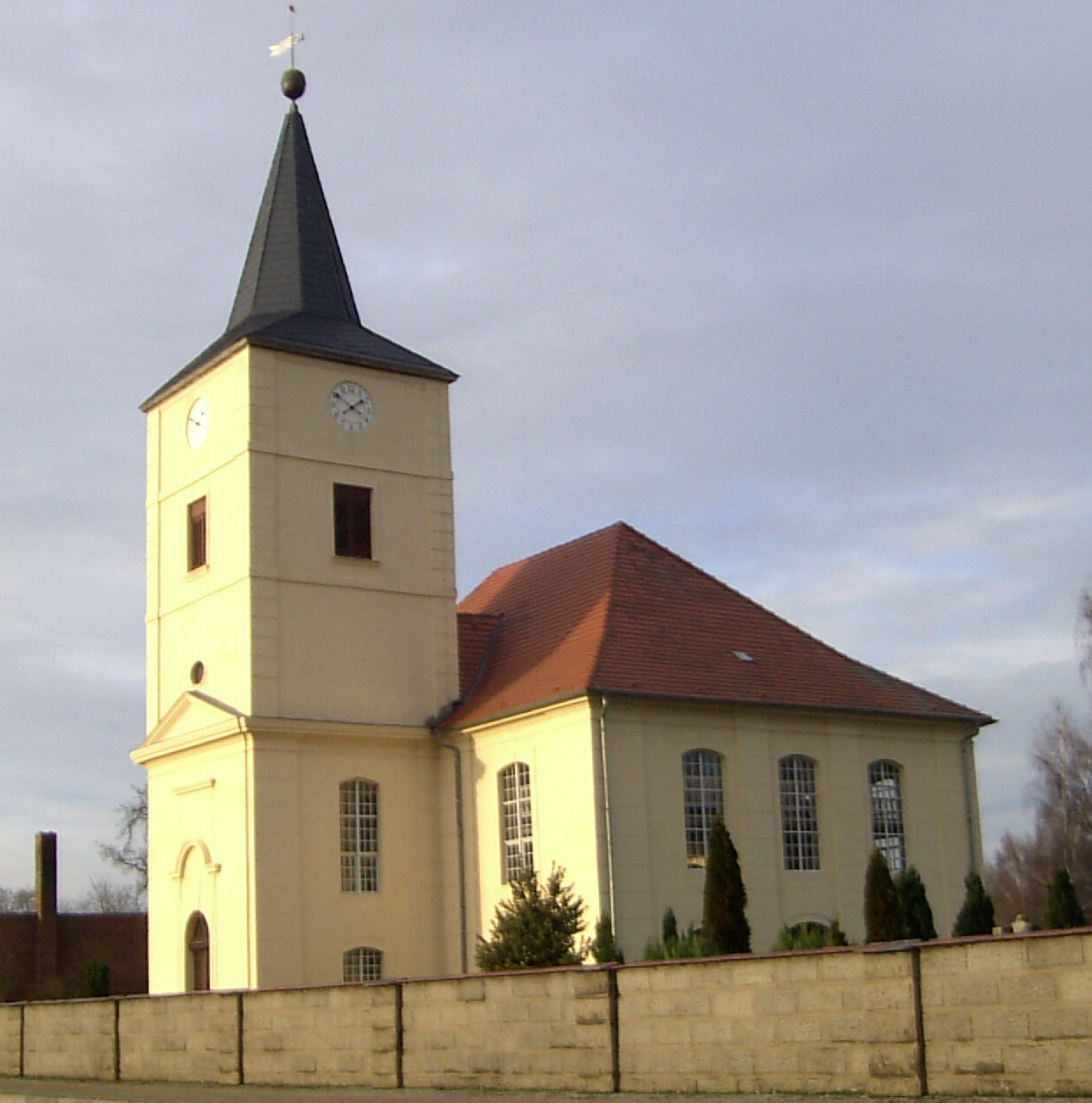
Dorfkirche in Großderschau

Die evangelische Dorfkirche Großderschau ist eine Saalkirche in Großderschau, einer Gemeinde im brandenburgischen Landkreis Havelland. Die Kirche gehört zur Kirchengemeinde Großderschau des Pfarrsprengels Sieversdorf im Kirchenkreis Prignitz der Evangelischen Kirche Berlin-Brandenburg-schlesische Oberlausitz. Das Gebäude steht unter Denkmalschutz.

## Beschreibung
Das Kirchengebäude steht im Ortskern von Großderschau an der Kleinderschauer Straße, nahe der Kreuzung zur Otto-Lilienthal-Straße (Bundesstraße 102). Die Quersaalkirche wurde zwischen 1780 und 1785 auf Geheiß Friedrich II. im ehemaligen Friedrichsdorf erbaut, um den Bewohnern von neun Kolonistendörfern – neben Friedrichsdorf: Alt- und Neugarz, Brenkenhof, Raminsgut, Friedrichsbruch, Groß- und Kleinderschau, Jühlitz und Rübehorst – einen Ort zum Beten zu bieten. Der Saal ist quer gestellt und hat fünf zu drei Achsen unter einem Walmdach. An der südlichen Langseite befindet sich ein quadratischer Turm mit einem Spitzhelm als Abschluss, der 1825 errichtet wurde. Im Norden gibt es einen niedrigeren Sakristeianbau. Die Kirche wurde 1994/95 saniert und ist typologisch mit der Potsdamer Garnisonkirche verwandt, ebenfalls eine Querkirche. Das Äußere der Kirche ist durch gequaderte Putzlisenen gegliedert; die segmentbogigen Fenster sind zweireihig angeordnet. Im Inneren gibt es an drei Seiten raumgreifende, zweigeschossige Emporen, deren Stützen die flache Decke tragen. An der Nordwand befindet sich eine Kanzel, darunter ein freistehender, hölzerner Kastenaltar, der aus der Bauzeit stammt. Die Orgel wurde 1859 von Friedrich Hermann Lütkemüller gebaut. Gesondert unter Denkmalschutz steht eine 1861 von Johann Carl Hackenschmidt gefertigte Glocke.